# Elvis 56
《Elvis 56》는 1996년에 발매된 엘비스 프레슬리의 음반이다. RCA 레코드에 의해 발매되었다.

## 평가
| 전문가 평가 | 전문가 평가 |
| 평가 점수   | 평가 점수   |
| 출처        | 점수        |
| ----------- | ----------- |
| Allmusic    | [ 1 ]       |